# 玉名市立高道小学校
玉名市立高道小学校（たまなしりつ たかみち しょうがっこう）は、熊本県玉名市岱明町高道にある公立小学校。

## 沿革
- 1873年（明治6年）から1874年（明治7年） - 山下小学校、高道小学校、浜田小学校創立
- 1879年（明治12年） - 合併して高道前田に移転
- 1902年（明治25年） - 高道尋常小学校と改称
- 1941年（昭和16年） - 高道国民学校と改称
- 1947年（昭和22年） - 高道村立高道小学校と改称
- 1955年（昭和30年） - 岱明村立高道小学校と改称
- 1965年（昭和40年） - 岱明町立高道小学校と改称
- 2005年（平成17年） - 玉名市立高道小学校と改称

## 学校周辺
- 国道501号

座標: 北緯32度54分26.014秒 東経130度30分46.181秒